# William Eklund
Pour les articles homonymes, voir Eklund.
William Eklund (né le 12 octobre 2002 à Haninge en Suède) est un joueur suédois de hockey sur glace. Il évolue à la position de centre.

## Biographie

### En club
Formé au Haninge HF, Eklund fait sa formation junior avec le Djurgården Hockey. En 2019, il fait ses débuts avec l'équipe. Son père, Christian, avait également joué avec l'équipe pendant plusieurs années. En prévision du repêchage de 2021, la centrale de recrutement de la LNH le classe au premier rang des espoirs internationaux chez les patineurs. Cette même année, il remporte le titre de meilleur joueur junior de Suède ainsi que le Årets rookie, remit annuellement à la meilleure recrue de la SHL. Le soir du repêchage, il est choisi au 7e rang par les Sharks de San José. Le 16 août 2021, il signe un contrat d'entrée de trois ans avec l'équipe.
Lors de la présaison, Eklund impressionne la direction des Sharks. De plus, l'équipe a plusieurs postes disponibles. Malgré tout, plusieurs joueurs invités au camp ayant de l'expérience dans la LNH sont pressentis pour faire l'équipe. Malgré tout, à la fin du camp, les Sharks décident de garder six recrues avec l'équipe pour le début de la saison, dont Eklund. Les autres recrues sont Jasper Weatherby, Jonathan Dahlen, Lane Pederson, Santeri Hatakka et Jake Middleton. Cette décision coïncide avec le dix-neuvième anniversaire d'Eklund. Il est seulement le troisième joueur des Sharks, après Patrick Marleau et Milan Michálek, à faire l'équipe l'année de son repêchage. Sa présence avec l'équipe est alors perçue dans la ligue comme une surprise. Lors de son premier match avec l'équipe, où les Sharks affrontent les Jets, Eklund marque son premier point dans la LNH avec une aide sur le but de Tomáš Hertl. Le 5 novembre 2021, Eklund est prêté par les Sharks à Djurgården pour continuer son développement. Ce transfert, fait après neuf matchs, permet à l'équipe de ne pas utiliser la première année du contrat d'Eklund, ce qui aurait été fait automatiquement après dix rencontres.

### En équipe nationale
Eklund représente la Suède au niveau international.

## Statistiques

### En club
| Saison     | Équipe                | Ligue          |    | Saison régulière | Saison régulière | Saison régulière | Saison régulière | Saison régulière |   | Séries éliminatoires | Séries éliminatoires | Séries éliminatoires | Séries éliminatoires | Séries éliminatoires |
| Saison     | Équipe                | Ligue          | PJ | B                | A                | Pts              | Pun              | PJ               | B | A                    | Pts                  | Pun                  |                      |                      |
| 2015-2016  | Djurgården Hockey U16 | U16 Div.1      | 1  | 0                | 0                | 0                | 0                | -                | - | -                    | -                    | -                    |                      |                      |
| 2016-2017  | Djurgården Hockey U16 | U16 Div.1      | 23 | 12               | 12               | 25               | 8                | -                | - | -                    | -                    | -                    |                      |                      |
| 2016-2017  | Djurgården Hockey U16 | U16 SM         | 8  | 1                | 7                | 8                | 4                | -                | - | -                    | -                    | -                    |                      |                      |
| 2017-2018  | Djurgården Hockey U16 | U16 Div.1      | 3  | 3                | 4                | 7                | 0                | -                | - | -                    | -                    | -                    |                      |                      |
| 2017-2018  | Djurgården Hockey U16 | U16 SM         | 7  | 3                | 9                | 12               | 4                | -                | - | -                    | -                    | -                    |                      |                      |
| 2017-2018  | Djurgården Hockey J18 | J18 Elit       | 19 | 6                | 16               | 22               | 8                | -                | - | -                    | -                    | -                    |                      |                      |
| 2017-2018  | Djurgården Hockey J18 | J18 Allsvenkan | 17 | 3                | 10               | 13               | 10               | 4                | 1 | 2                    | 3                    | 2                    |                      |                      |
| 2018-2019  | Djurgården Hockey J18 | J18 Elit       | 13 | 4                | 5                | 9                | 4                | -                | - | -                    | -                    | -                    |                      |                      |
| 2018-2019  | Djurgården Hockey J18 | J18 Allsvenkan | 13 | 6                | 7                | 13               | 4                | 4                | 3 | 5                    | 8                    | 0                    |                      |                      |
| 2018-2019  | Djurgården Hockey J20 | J20 SuperElit  | 13 | 1                | 2                | 3                | 6                | 8                | 2 | 4                    | 6                    | 0                    |                      |                      |
| 2019-2020  | Djurgården Hockey J18 | J18 Elit       | 1  | 0                | 3                | 3                | 0                | -                | - | -                    | -                    | -                    |                      |                      |
| 2019-2020  | Djurgården Hockey J18 | J18 Allsvenkan | 1  | 0                | 0                | 0                | 2                | -                | - | -                    | -                    | -                    |                      |                      |
| 2019-2020  | Djurgården Hockey J20 | J20 SuperElit  | 31 | 12               | 24               | 36               | 22               | -                | - | -                    | -                    | -                    |                      |                      |
| 2019-2020  | Djurgården Hockey     | SHL            | 20 | 0                | 2                | 2                | 4                | -                | - | -                    | -                    | -                    |                      |                      |
| 2020-2021  | Djurgården Hockey     | SHL            | 40 | 11               | 12               | 23               | 2                | 3                | 1 | 1                    | 2                    | 2                    |                      |                      |
| 2021-2022  | Sharks de San José    | LNH            | 9  | 0                | 4                | 4                | 2                | -                | - | -                    | -                    | -                    |                      |                      |
| 2021-2022  | Djurgården Hockey     | SHL            | 29 | 1                | 13               | 14               | 4                | -                | - | -                    | -                    | -                    |                      |                      |
| 2022-2023  | Barracuda de San José | LAH            | 54 | 17               | 24               | 41               | 43               | -                | - | -                    | -                    | -                    |                      |                      |
| 2022-2023  | Sharks de San José    | LNH            | 8  | 2                | 1                | 3                | 6                | -                | - | -                    | -                    | -                    |                      |                      |
| Totaux LNH | Totaux LNH            | Totaux LNH     | 17 | 2                | 5                | 7                | 8                | -                | - | -                    | -                    | -                    |                      |                      |

### En équipe nationale
| Année     | Équipe    | Compétition       |    | PJ | B  | A  | Pts | Pun |  | Résultat |
| 2017-2018 | Suède U16 | International U16 | 9  | 0  | 12 | 12 | 6   |     |  |          |
| 2018-2019 | Suède U17 | International U17 | 11 | 2  | 8  | 10 | 10  |     |  |          |
| 2019-2020 | Suède U18 | International U18 | 13 | 2  | 4  | 6  | 0   |     |  |          |
| 2020-2021 | Suède     | International     | 4  | 1  | 1  | 2  | 0   |     |  |          |

## Trophées et honneurs personnels

### Ligue nationale de hockey
- 2020-2021 : récipiendaire du Prix d'excellence E.-J.-McGuire